# 维多利亚食虫植物协会杂志
《维多利亚食虫植物协会杂志》（Victorian Carnivorous Plant Society Journal）是澳大利亚维多利亚食虫植物协会的官方出版物，为季刊。其内容一般包括园艺、实地考察报告、文献评述和植物描述等。该杂志创办于1984年。每年约80页。

## 扩展阅读
- （页面存档备份，存于） 1984年至2003年6月的杂志总引索